# Anapisa palemon
Anapisa palemon là một loài bướm đêm thuộc phân họ Arctiinae, họ Erebidae.